# Dołyniwka (rejon żytomierski)
Dołyniwka (ukr. Долинівка) – wieś na Ukrainie, w obwodzie żytomierskim, w rejonie żytomierskim, w hromadzie Brusyliw. W 2001 liczyła 439 mieszkańców, spośród których 428 wskazało jako ojczysty język ukraiński, 9 rosyjski, a 2 mołdawski.